# 陈此生

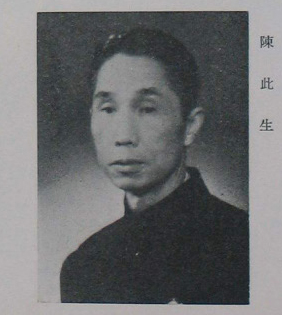
陳此生近照

陈此生（1900年—1981年8月17日），男，祖籍广西贵县，生于广东佛山，中国政治人物。

## 生平
陈此生早年曾在黄埔军校就读，后被开除。1920年于复旦大学肄业后前往日本留学。回国后，任教于广东大学、中山大学、广西大学、香港达德学院等校。1930年代起投入抗日救亡活动，1933年加入左翼作家联盟。1935年出任广西师范专科学校教务主任。次年两广事变后学校被解散，遂进入广西大学任教。后前往香港与李章达、何思敬等人成立抗日救国会华南区总部。皖南事变后前往香港。1942年香港被日军侵占后回桂林，参与组织中国民主同盟西南支部。抗战结束后，又参与组筹组了中国国民党民主促进会、民盟南方总支部。1948年任中国国民党革命委员会中央委员。
中华人民共和国成立后，历任广西省文教厅厅长、教育厅厅长、政务院文教委员、中南军政委员会委员、广西政协副主席、广西省人民政府副主席、《光明日报》社副社长兼总编辑等。他还是民革中央常务委员、副秘书长、宣传部长、副主席，第一至三届全国人大代表，第四、五届全国人大常委，第三至五届全国政协常委。1981年去世。他生前曾加入中国共产党，逝世后被中共中央追认为中国共产党党员。
陈此生还是原中共南宁地委书记陈勉恕之弟。